# جون إكيرولد
جون إكيرولد (بالإنجليزية: Jon Ekerold)‏ هو متسابق دراجات نارية جنوب أفريقي فاز ببطولة سباق الجائزة الكبرى للدراجات النارية. نافس في سباقات بطولة العالم لفئة 500 سي سي ولفئة 350 سي سي ولفئة 250 سي سي ولفئة 50 سي سي. كما شارك في كأس جزيرة مان السياحية.

## البطولات
- سباق الجائزة الكبرى للدراجات النارية 1980

## روابط خارجية
- جون إكيرولد على موقع MotoGP.com (الإنجليزية)